# Bibiana Zeller
Pour les articles homonymes, voir Zeller.
Bibiana Zeller, née le 25 février 1928 à Mauer et morte le 16 juillet 2023 à Vienne, est une actrice autrichienne.

## Filmographie
- Une mamie envahissante (2004)
- Qualtingers Wien (1997)
- Wanted (1999)
- MA 2412 (1998 - 2002)

## Récompense
- Kammerschauspieler (1998)